# Pange lingua (Bruckner, 1835)
Pange lingua, WAB 31, ist eine Motette, die Anton Bruckner ca. 1835 komponierte. Die Motette ist eine Vertonung der ersten Strophe des lateinischen Hymnus Pange Lingua zum Fronleichnamsfest.

## Entstehung und Stellung im Gesamtwerk
Bruckner komponierte die Motette ca. 1835, als er als elfjähriger Junge bei Johann Baptist Weiß in Hörsching studierte. Es ist nicht bekannt, ob sie zu dieser Zeit aufgeführt wurde. 1891, gegen Ende seines Lebens, „restaurierte“ Bruckner diese geliebte allererste Komposition.
Die erste Fassung des Werkes, deren Originalmanuskript verschollen ist, wurde als Transkription von Franz Bayer, Steyr, gefunden. Die Transkription der ersten Fassung und das Manuskript der Fassung von 1891 werden im Archiv der Österreichischen Nationalbibliothek aufbewahrt.
Die zweite Fassung der Motette wurde erstmals 1927 von Max Auer in seinem Buch Anton Bruckner als Kirchenmusiker als Faksimile veröffentlicht. Die erste Fassung wurde zuerst in Band II/1, S. 228 der Göllerich/Auer-Biographie veröffentlicht. Die beiden Fassungen sind in Band XXI/1 und 39 der Gesamtausgabe.

## Musik
Das Werk ist eine Vertonung von 28 Takten in C-Dur der ersten Strophe der Pange lingua für gemischten Chor a cappella.
Am 19. April 1891 nahm Bruckner eine „Restaurierung“ des Werkes vor. Die Unterschiede zwischen den beiden Fassungen sind gering, hauptsächlich eine unterschiedliche Artikulation in Takten 15 und 22 und eine Reharmonisierung in Takten 25–27.

## Diskografie

### Erste Fassung
Es gibt zwei kommerzielle Aufnahmen der ersten Fassung:
- Philipp von Steinäcker, Vocalensemble Musica Saeculorum: Bruckner: Pange lingua - Motetten - CD: Fra Bernardo FB 1501271, 2015
- Markus Stumpner, Erinnerung - Bruckner in St. Florian, St. Florianer Sängerknaben – CD: Solo Musica SM 450, 2024

### Zweite Fassung
Es gibt eine einzige Aufnahme der Fassung von 1891:
- Jonathan Brown, Ealing Abbey Chor: Anton Bruckner: Sacred Motets – CD: Herald HAVPCD 213, 1997

Anmerkung: Eine Live-Aufführung von Philipp von Steinäcker ist im Bruckner-Archiv verfügbar.